# ヴォイチェフ・スウォムカ
ヴォイチェフ・スウォムカ（Wojciech Słomka 、1998年11月4日 - ）は、ポーランド・ブジェスコ出身のプロサッカー選手。スクラ・チェンストホヴァ所属。ポジションは、ミッドフィールダー（ウイング）。

## クラブ歴
2020年9月4日、IIリガのスクラ・チェンストホヴァにローンで加入した。